# Aviston (Illinois)
Aviston est un village du comté de Clinton dans l'Illinois, aux États-Unis,. Il est incorporé le 13 mai 1879.

## Histoire
En 1763, la terre où est situé Aviston passe de la France à l'Empire britannique et à la Virginie. La région commence à être colonisée en 1810.

## Démographie
Lors du recensement de 2010, le village comptait une population de 1 945 habitants. Elle est estimée, en 2016, à 2 097 habitants.

## Personnalités d'Aviston
- Henry J. Althoff (en), évêque.
- Vern Holtgrave (en), joueur de baseball.
- Trevor Richards, joueur de baseball.

## Source de la traduction
- (en) Cet article est partiellement ou en totalité issu de l’article de Wikipédia en anglais intitulé « Aviston, Illinois » (voir la liste des auteurs).